# Venezueleon guaricus
Venezueleon guaricus is een insect uit de familie van de mierenleeuwen (Myrmeleontidae), die tot de orde netvleugeligen (Neuroptera) behoort. 
Venezueleon guaricus is voor het eerst wetenschappelijk beschreven door Stange in 1994.